# Lijst van burgemeesters van Eemsdelta
Dit is een lijst van burgemeesters van de Nederlandse gemeente Eemsdelta in de provincie Groningen. De gemeente werd ingesteld op 1 januari 2021 door een fusie van de gemeenten Appingedam, Delfzijl en Loppersum.
| Ambtsperiode                     | Naam burgemeester | Partij of stroming | Bijzonderheden |
| -------------------------------- | ----------------- | ------------------ | -------------- |
| 1 januari 2021 - 14 januari 2022 | Gerard Beukema    | PvdA               | waarnemend     |
| 15 januari 2022 - heden          | Ben Visser        | CU                 | [ 2 ]          |